# Toxicodendron grandiflorum
Toxicodendron grandiflorum är en sumakväxtart som beskrevs av C.Y. Wu & T.L. Ming. Toxicodendron grandiflorum ingår i släktet Toxicodendron och familjen sumakväxter. Utöver nominatformen finns också underarten T. g. longipes.